# Lodowiec Domeyki
Lodowiec Domeyki (ang. Domeyko Glacier) – lodowiec na Wyspie Króla Jerzego u północno-zachodnich wybrzeży Zatoki Mackellara. Nazwę nadała w 1980 roku Polska Ekspedycja Naukowa na cześć Ignacego Domeyki. 